# 桜坂劇場
桜坂劇場（さくらざかげきじょう）は、沖縄県那覇市に現存する映画館。映画監督の真喜屋力と中江裕司によって設立された「株式会社クランク」が運営を行っている。
主にミニシアター向きの作品を中心に上映し、音楽のライブなどの各種イベントも行っている。

## 概要
前身は1952年に開業した芝居小屋「珊瑚座」。1953年に映画館に転身し「桜坂琉映館」と改称
。
1986年11月28日「桜坂シネコン琉映」としてリニューアル。主に松竹や東映系の作品を中心に3スクリーン（スカラ座、ロキシー、キリン館）で営業していたが、2005年4月10日をもって閉館。
2005年7月1日、現館名に改称し発展的に生まれ変わった。

## 施設
- 劇場 - 映画上映の他、ライブコンサートやイベントも行う。
  - ホールA：291席
  - ホールB：100席
  - ホールC：85席
- ふくら舎 - 桜坂劇場内にあるショップで、古本、雑貨、沖縄クラフトを扱う（2010年8月～）。以前は書店兼雑貨店のPANA（2005年～）。
- さんご座キッチン - カフェ。テラスでライブコンサートも行う。

## 桜坂市民大学
桜坂劇場が運営する体験型ワークショップ。1期9回が基本で、中期(全5～8回)、短期(全1～4回)もある。2018年4～6月期で第48期を数える。

## 関連事項
- 琉映[2]
- 沖縄NICE映画祭